# St Stephen’s Club

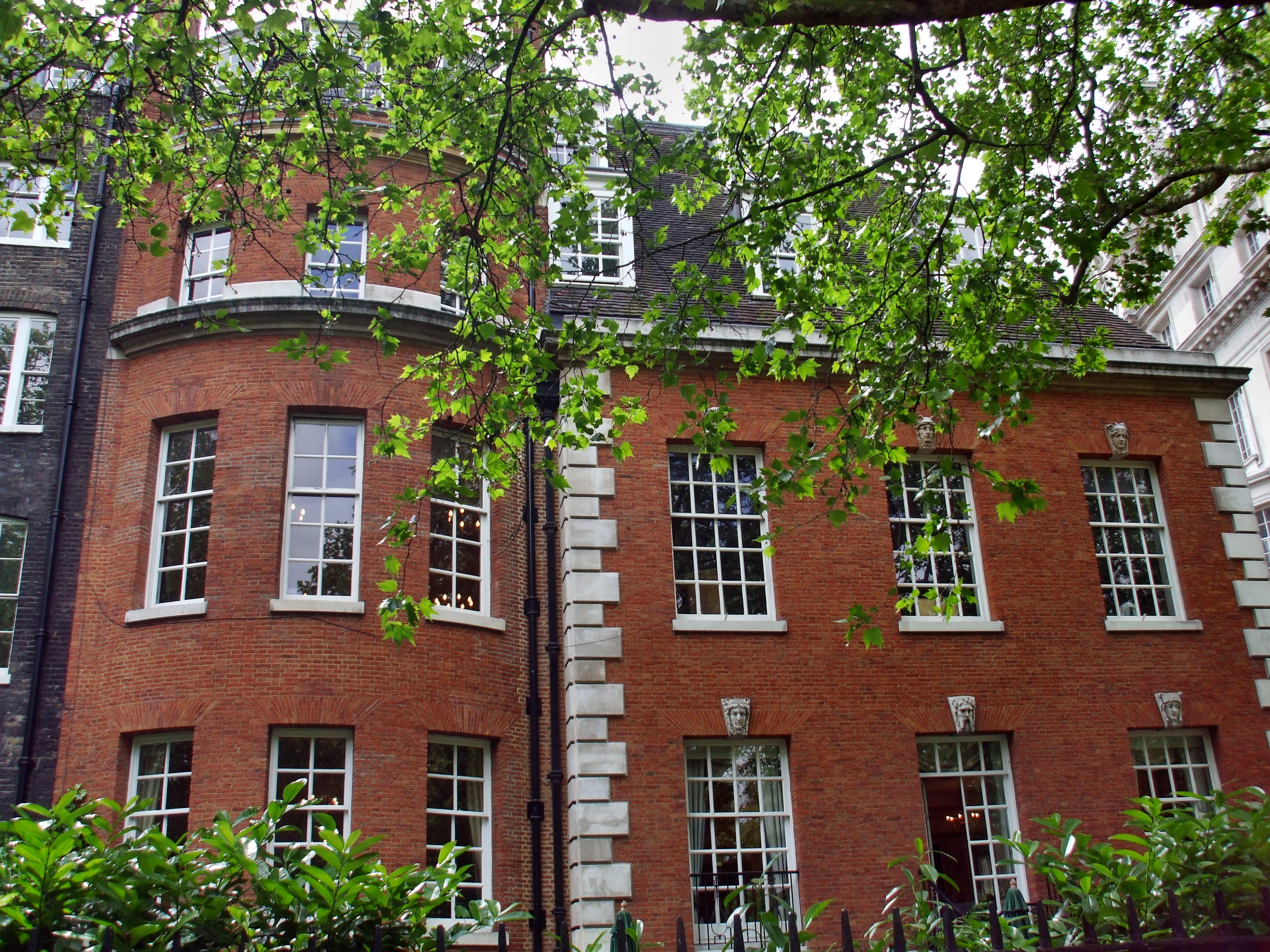
Außenansicht St. Stephen’s Club

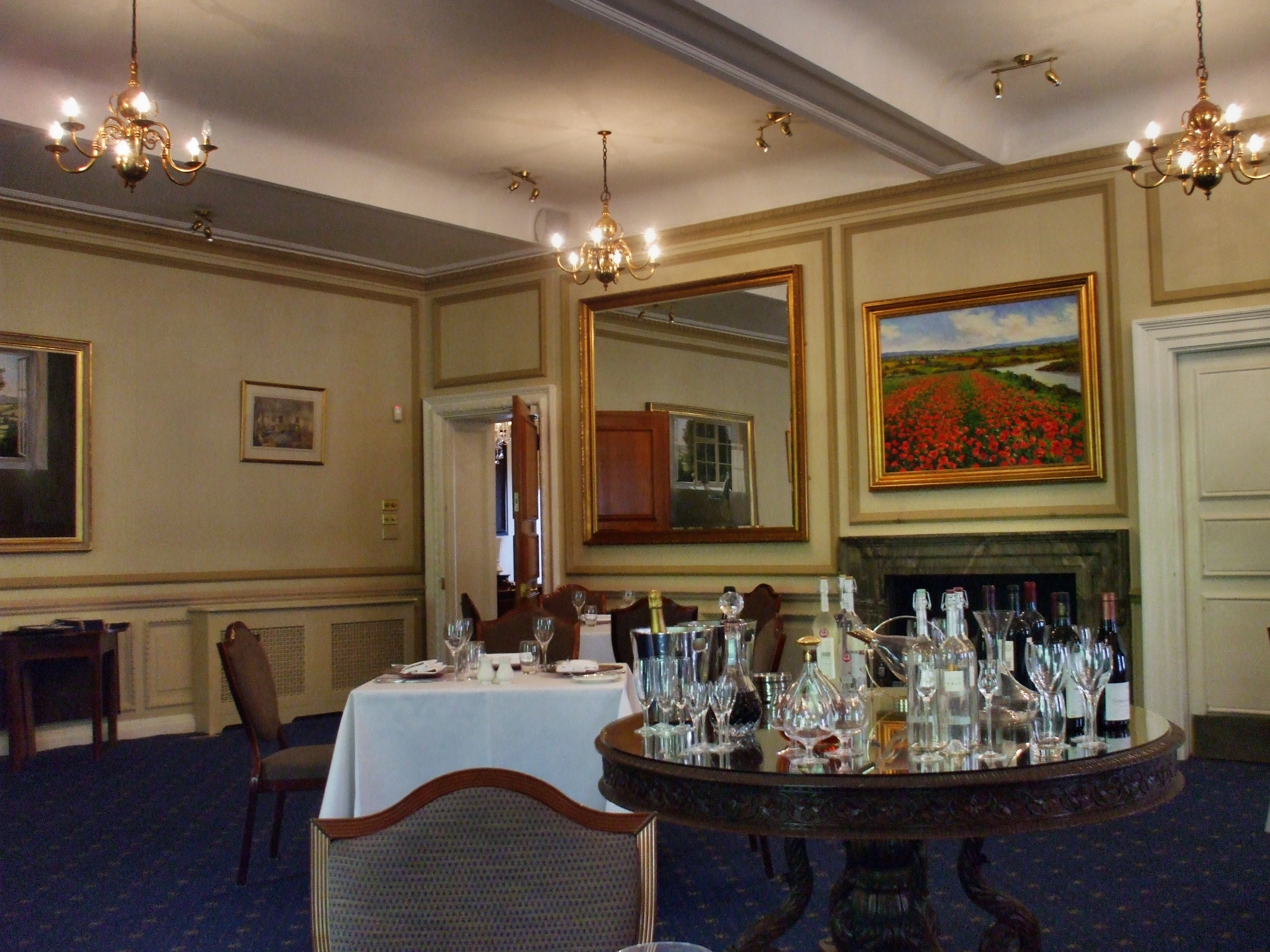
Innenansicht St. Stephen’s Club

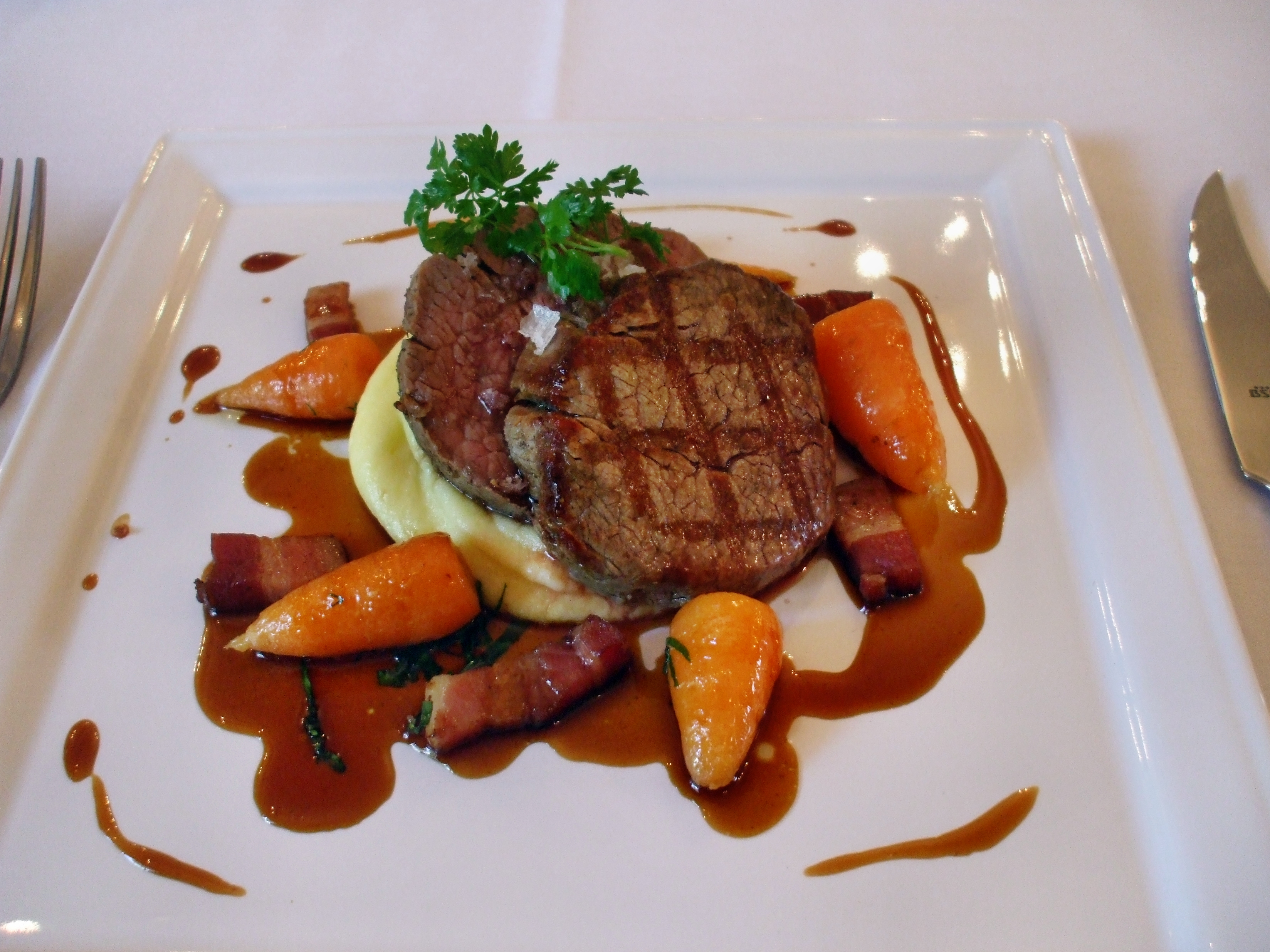
Essen im St. Stephen’s Club (Rinderfilet mit Chantenay Karotten und Kartoffelpüree in Rotweinsauce)

Der St. Stephen’s Club ist ein Londoner Club im Stadtteil Westminster, in dem auch Frauen Mitglieder werden können.
Er wurde 1870 von Benjamin Disraeli als bequemer Treffpunkt für konservative Abgeordnete nahe den Houses of Parliament gegründet. Damit ist der St. Stephen’s Club der 20. älteste Gentlemen’s club Londons. Zu seinen Mitgliedern gehörten u. a. Benjamin Disraeli, Harold Macmillan und Margaret Thatcher.
Im Dickens's Dictionary of London aus dem Jahre 1879, herausgegeben von Charles Dickens, Jr., heißt es zu den Mitgliedsvoraussetzungen:

“The only persons eligible for membership are those who profess and maintain Constitutional and Conservative principles”

„Die einzigen Personen, die für Mitgliedschaft geeignet sind, sind die, die sich zu den Grundregeln der Verfassung und zu den konservativen Prinzipien bekennen und diese wahren.“

1914 traten die Mitglieder des Whitehall Club, zumeist Ingenieure und verwandte Berufe, dem St. Stephen’s Club bei. Diese Verbindung von Politik und Wirtschaft spiegelt der Club bis heute wider.
Der Club blieb in seinen ursprünglichen Räumlichkeiten an der Ecke Bridge Street/Embankment, wo er durch einen unterirdischen Gang mit dem Parlament verbunden war, bis diese 1960 im Zuge der Erweiterungspläne des Palace of Westminster von der Regierung erworben wurden. Das ursprüngliche Gebäude steht heute noch im Wesentlichen unverändert und stellt Büros für Parlamentsmitglieder zur Verfügung.
Nach dem Verkauf der ursprünglichen Räumlichkeiten an die Regierung erwarb der Club das heutige, kleinere Clubhaus (34 Queen Anne’s Gate – gegenüber dem St. James’s Park), das zuvor das Stadthaus von Lord Glenconner war. Nach Abschluss der Umbauarbeiten wurde das Clubhaus am 12. Dezember 1962 von Harold Macmillan, dem damaligen Premierminister, feierlich eingeweiht.